# Jardim (samhälle)
Jardim är ett samhälle i Brasilien.   Det ligger i kommunen Paracuru och delstaten Ceará, i den östra delen av landet, 1 700 km nordost om huvudstaden Brasília. Jardim ligger 31 meter över havet och antalet invånare är 7 189.
Terrängen runt Jardim är platt. Närmaste större samhälle är São Gonçalo do Amarante, 18,6 km sydost om Jardim.
Omgivningarna runt Jardim är huvudsakligen savann. Runt Jardim är det ganska glesbefolkat, med 40 invånare per kvadratkilometer.